# Becerril de la Sierra
Becerril de la Sierra er en by og kommune i det centrale Spanien i Madrid-regionen. Den har et indbyggertal på 6.573 (2024) indbyggere.